# Glenea cassandra
Glenea cassandra là một loài bọ cánh cứng trong họ Cerambycidae.